# Kommissar Wallander: Der Feind im Schatten
Kommissar Wallander: Der Feind im Schatten ist ein von der BBC produzierter Kriminal-Fernsehfilm aus dem Jahr 2015 mit Kenneth Branagh in der Hauptrolle des Kommissars Kurt Wallander.  Es handelt sich um die dritte Folge der vierten Staffel, also insgesamt die zwölfte Folge der Kommissar Wallander-Reihe und um eine Verfilmung des Wallander-Romans Der Feind im Schatten von Henning Mankell.
Eine weitere Verfilmung des Romans ist Mankells Wallander: Der Feind im Schatten aus dem Jahr 2013 mit Krister Henriksson in der Hauptrolle.
Die Premiere der deutschsprachigen Version mit Kenneth Branagh in der Hauptrolle erfolgte am 27. Dezember 2015, die der englischsprachigen Version am 5. Juni 2016.

## Handlung
Wallander bekommt von seinem Arzt die Diagnose Alzheimer.
Da bekommt er Besuch von Linda, die ihm besorgt erzählt, dass Hans’ Vater Hakan verschwunden ist, der am Sonntagmorgen von seinem Spaziergang nicht zurückgekommen ist; die Suche der Polizei hatte noch keinen Erfolg. Wallander verspricht, trotz seiner Suspendierung zu schauen, wie er helfen kann.
Kommissar Wallander lernt den verantwortlichen Kommissar Nils Ytterberg kennen, der dankbar für zusätzliche Hilfe ist. Im Wald hat die Polizei keine Spur von Hakan gefunden; nun will die Marine den See absuchen. Hakans Freund Sten Norlander deutet an, dass es Hakan gesorgt haben könnte, als Wladimir Putin U-Boote nach Schweden geschickt hat. In Hakans Schreibtisch findet Wallander eine Tonbandaufzeichnung über den U-Boot-Vorfall aus den 1980er Jahren. Zudem findet Wallander in Hakans Kalender einmal im Monat einen Eintrag „Billard“, obwohl Hakan nach Aussage seiner Frau Luisa niemals Billard gespielt hat.
Am nächsten Tag hat Wallander eine Anhörung wegen der in der Pizzeria verlegten Waffe.
Steven Wilson, ein weiterer Freund von Hakan, meldet sich bei Wallander. Hakan hatte ihm ein paar Wochen zuvor auf den Anrufbeantworter gesprochen und um einen Rückruf gebeten; Steven hatte nicht den Eindruck, das der Anruf Anlass zur Besorgnis gegeben hätte. Außerdem erwähnt Wilson eine Schwester von Hans namens Signe, von der Wallander bisher nichts wusste. Sie ist blind und hirngeschädigt und lebt als Pflegefall in einem Sanatorium. Als Wallander in Signes Zimmer ein Buch mit Aufzeichnungen findet, versucht er, Luise zu kontaktieren, doch ist diese verschwunden. Er findet sie schließlich erhängt an einem Baum am See.
Hans kennt die Stimme in der Tonbandaufzeichnung nicht. Wallander rät ihm, vorsichtig zu sein, solange er noch nicht herausgefunden hat, was los ist. Bei Luisa wird ein Mikrofilm mit Marinedokumenten gefunden. Ytterberg kennt die fremde Stimme auf dem Tonband auch nicht. Wallander wundert sich, dass Luisa ihre Schuhe ausgezogen hat und trotzdem mit sauberen Füßen am Baum hing. Ytterberg rät Wallander, bei Fremdeinwirkung zunächst die nächsten Verwandten unter die Lupe zu nehmen, da Hans jetzt Haupterbe ist.
Sten Norlander erklärt Wallander, dass es bei Hakans Aufzeichnungen um den U-Boot-Vorfall aus den 1980er Jahren ging. In den Aufzeichnungen findet sich auch ein Zeitungsartikel darüber, dass Luisa die schwedische Schwimmmannschaft zu den Meisterschaften in die DDR mitgenommen hat; sie scheint also auch in die Sache verwickelt zu sein.
Als Wallander von Ytterberg erfährt, dass Hans von seinen Eltern im Jahr zuvor 3.000.000 Kronen erhalten hat, macht er Hans Vorwürfe, warum er seine Eltern bestohlen hat. Hans beteuert seine Unschuld, er habe sich das Geld geliehen; auch habe er seine Eltern nicht umgebracht.
Als Wallander im Café sitzt, meint er, Hakan auf der Straße vorbeilaufen zu sehen, und folgt ihm, jedoch stellt sich heraus, dass er sich geirrt hat. Als Linda Wallander zuhause aufsucht, irrt er verwirrt auf der Wiese hinter seinem Haus umher. Er erzählt ihr von seiner Alzheimer-Diagnose. Er will nicht, dass Linda sich um ihn kümmern muss, woraufhin diese sagt, dass sie dies gerne tun würde.
Wallander findet eine Spur zu einem Restaurant, in dem sich die Marineoffiziere getroffen haben, und spricht mit einer damaligen Kellnerin, die die Offiziere aushorchen sollte. Wallander vermutet, dass Hakan oder Louise für die Sowjetunion spioniert haben und deswegen beide umgebracht wurden. Die Kellnerin erzählt, dass Hakan ein Buch über den U-Boot-Vorfall schreibt und identifiziert die Stimme auf der Tonbandaufnahme als diejenige von Ola Vicander.
Wallander sucht Vicander auf, der Hakan als Verräter bezeichnet. Einen Befehl, den Vorfall zu vertuschen, habe es nicht gegeben. Hakan habe Schweigegeld an einen Fischer bezahlt, dessen Netz beschädigt wurde und der statt der üblichen 2.000 100.000 Kronen Schweigegeld bekommen habe. Der Fischer sei inzwischen tot, sein Sohn schweige aber auch. Hakan habe wissen wollen, wie nah Vaculin an der Suche dran war. Der beste Beweis dafür sei ein Überläufer namens Ragulin, der behauptete, es hätte einen sowjetischen Spion gegeben. Vaculin glaubt, dass Hakan noch lebt und mit Sicherheit dahintersteckt.
Der Sohn des verstorbenen Fischers gibt an, nicht zu wissen, wofür sein Vater soviel Schweigegeld erhalten hat. Stattdessen übergibt er Wallander das defekte Netz.
Wallander erfährt, dass seine Suspendierung aufgehoben wurde.
Steven Wilson besucht Wallander und erzählt, dass er einen Freund hat, der ihm mitteilen wollte, dass er Hilfe braucht, indem er verschwindet; Steven sollte ihn daraufhin finden und woanders hinbringen. Er hält es für besser, wenn  jemand anderes Hakan findet.
Auf Grund von Stevens Angaben findet Wallander Hakan in einem geheimen Bunker. Hakan versucht, seinen Verrat in den 1980er Jahren zu rechtfertigen. Wallander nimmt Hakan wegen des Mordes an Luisa fest und nimmt ihn im Boot mit. Während der Bootsfahrt hat Wallander einen Blackout, während dessen Hakan sich ins Wasser stürzt. Wallander verbrennt Hakans Aufzeichnungen.
Wallander rezitiert auf Hakans Beerdigung das Gedicht Der halbfertige Himmel von Tomas Tranströmer.
Wallander spricht mit Hans über das Loslassen von Kindern; am Strand führt er ein Zwiegespräch mit seinem Vater.

## Kritiken
„Der letzte Fall des schwedischen Kommissars Wallander, den er nicht mehr im Rahmen seines Dienstes lösen kann, weil ihn eine Alzheimer-Diagnose aus dem eingefahrenen Leben wirft. Der (Fernsehserien-)Krimi ist mehr intensiv-tragisches Drama als spannender Thriller und glänzt einmal mehr durch Kenneth Branagh in der Titelrolle. - Ab 16.“